# Отто, Симона
Симона Отто (нем. Simone Otto; род. 1968) — немецкая саксофонистка.
Училась в Мюнстере и Энсхеде, в 1994 г. выиграла Международный музыкальный конкурс Тромп. Затем занималась частным образом у Жана Мари Лонде и Кристиана Лоба в Бордо. Первая исполнительница «Диалога для альт-саксофона, электроники и кино» Дирка Райта. В 1995—2002 гг. преподавала в Мюнстерской Высшей школе музыки. С 2004 г. руководит ансамблем из 12 саксофонов «Saxperience», исполняющим как новейший репертуар, так и классические сочинения (в частности, «Картинки с выставки» М. Мусоргского).